# Rusinski jezik
 Ovo je glavno značenje pojma Rusinski jezik. Za druga značenja pogledajte Rusinski jezik (razdvojba).
Rusinski jezik (ponegdje se navodi kao istočnorusinski; ISO 639-3: rue) je jezik koji se uglavnom govori u zapadnoj Ukrajini, kao i u susjednim regijama Slovačke i Poljske. 560,000 govornika u Ukrajini (2000); ukupno 623,960 u svijetu, i to 24,200 (2001 popis) u Slovačkoj gdje je 60% Rusina asimilirano u Slovake i jezično i kulturno; Nepoznat broj u Bjelorusiji. U južnoslavenskim zemljama govori se zapadna varijanta gdje ga nazivaju zapadnorusinskim, ali ovaj jezik ili mikrojezik nije priznat kao poseban jezik i nema svog kodnog naziva. Rusinskim govore etnički Rusini, koji naseljavaju navedeno područje. Rusinski (u Vojvodini nazivan istočnorusinski) jezik spada u grupu istočnoslavenskih jezika i razlikuje se od zapadnorusinskoga, koji spada u grupu zapadnoslavenskih jezika. Institut za rusinski jezik i kulturu osnovan je u Prešovu 1993. Rusinski književni jezik je kodificiran i priznat u Slovačkoj 1995., po stavovima državne vlade i akademika u Bratislavi.

## Povijest
Pisane tragove rusinske/slavenske kulture moguće je naći i u runskim zapisima u srednjoj Europi, jer je prije pojave ćirilice i glagoljice vjerojatno korišteno runsko pismo kao opće rašireno u Europi od 1. do 12. stoljeća kada je potpuno zamijenjeno ćirilicom i latinicom.
Jezik koji se naziva crkvenoslavenski, staroruski, crkvenosrpski, staroukrajinski, starobjeloruski itd. može se jednakim ako ne i većim pravom nazvati starorusinskim, jer su u vrijeme prijevođenja Biblije s grčkog, Rusini naseljavali područja od Balkanskog poluotoka do Skandinavije i od Crnogdo Baltičkog mora i to je bio jezik na koji je prvo prevedena Biblija.
Bugari su se pri svom doseljavanju na Balkan sretali i ratovali s Rusinima i još i danas u njihovom jeziku možete naći naziv „Rusnacite" pod kojim podrazumijevaju Ruse. Starobugarski jezik je jezik Rusina, odnosno dijalekt slavenskog jezika koji je bio najrašireniji i koji su Bugari naučili.
Rusini u Srednjoj Europi tj. u Moravskoj, primili su kršćanstvo od Ćirila i Metoda oko 866. godine, znači 122-125 godina prije Rusina u podkarpatskoj Rusiji u kojoj su bili pokršteni oko 988. godine.
Ćiril i Metod prevodili su crkvene knjige na svoj maternji jezik koji su najbolje znali a kojim se govorilo i u Moravskoj. Prevođenje knjiga na jezik koji Moravci ne bi razumjeli, ne bi imalo smisla jer su već propali takvi pokušaji na njemačkom i latinskom jeziku.
Rusinski je bio službeni jezik u poljsko-litvanskoj kneževini i na njemu je vođena državna korespondencija i službena bogosluženja još od vremena Ćirila i Metoda, pa do raspada Kneževine.
Prva gramatika rusinskog jezika Карпаторусский букварь (Karpatorusskij bukvar') (1931) i Буквар. Перша книжечка для народных школ. (Bukvar. Perša knyžečka dlja narodnŷch škol.) (1935).

## Poveznice
- Rusini
- Zapadnorusinski jezik
- Istočnoslavenski jezici

## Vanjske poveznice
- Ethnologue (14th)
- Ethnologue (15th)

Ethnologue (16th)